# ایستگاه متروی شهید نواب صفوی
ایستگاه مترو شهید نواب صفوی، یکی از ایستگاه‌های خط‌ ۲ و خط ۷ متروی تهران است که در آغاز بزرگراه شهید نواب صفوی تهران و در تقاطع خیابان آذربایجان واقع شده‌ است.
در ۲۰ خردادماه سال ۱۳۹۶، ایستگاه مترو شهید نواب صفوی از خط ۷ مترو گشوده شد که در عمق ۴۵.۲ متری از سطح زمین می‌باشد.
در مهر ماه همان سال به دلیل مشکلات فنی و ایمنی این ایستگاه تعطیل شد و در تیر ماه سال ۱۳۹۷ بار دیگر بازگشایی شد.
این ایستگاه در خط ۲ متروی تهران ، میان ایستگاه متروی شادمان و ایستگاه متروی میدان حر قرار دارد.
این ایستگاه در خط ۷ متروی تهران در بین دو ایستگاه متروی رودکی و ایستگاه متروی توحید قرار گرفته است.

## ورودی های ایستگاه
ایستگاه شهید نواب صفوی دارای سه ورودی به شرح زیر است:
ورودی ۱: تقاطع بزرگراه نواب صفوی و خیابان آذربایجان غربی
ورودی ۲: تقاطع بزرگراه نواب صفوی و خیابان آذربایجان شرقی
ورودی ۳: خیابان آذربایجان شرقی تقاطع دامپزشکی و نرسیده به خیابان اسکندری (مختص به خط ۷ متروی تهران)

## دسترسی ها
این ایستگاه دسترسی خوبی به محله سلسبیل در سمت غرب خیابان جمهوری اسلامی در سمت شرق و شمال شرق خیابان توحید در نواحی شمال و بزرگراه نواب در جنوب می‌باشد.